# Thomas Dampier
Thomas Dampier (1748 - 13 mai 1812) est évêque de Rochester et évêque d'Ely.

## Biographie
Il est le fils aîné du Dr Thomas Dampier, qui est directeur adjoint au Collège d'Eton et à partir de 1774 doyen de Durham . Il fait ses études au Collège d'Eton et, en 1766, il entre au King's College de Cambridge. Il est diplômé BA 1771, MA 1774, DD 1780 . Après avoir obtenu son diplôme, il réside quelque temps à Eton comme précepteur du comte de Guilford, occupant en même temps le presbytère de Bexley dans le Kent, tandis que quelques années plus tard, il devient directeur de Sherburn Hospital, succédant à son père.
En 1782, il est promu au doyenné de Rochester, et en 1802 à l'évêché de ce diocèse. En tant qu'évêque de Rochester, il propose une adresse du clergé remerciant la couronne d'avoir exigé un engagement du ministère de ne pas bouger en matière d'émancipation catholique. L'évêché de Rochester est pauvre, et il est dans son cas, pour la première fois depuis quelques années, séparé du doyenné de Westminster. Dampier cherche donc une nouvelle promotion et, en 1808, est transféré à Ely. Il meurt subitement le soir du 13 mai 1812 à Ely House à Londres. Dampier a publié plusieurs sermons.
Il est connu pour son amour de la littérature, ainsi que pour la bibliothèque et la collection d'estampes qu'il a accumulées tout au long de sa vie. Il laisse un récit de bibliophile en latin, dont le manuscrit est largement utilisé par Thomas Frognall Dibdin dans la compilation de son Aedes Althorpianae. Sa bibliothèque est vendue par son demi-frère (l'avocat Sir Henry) et sa veuve au duc de Devonshire pour une évaluation s'élevant à près de 10 000 £.